# پت میوزیک
پاتریشیا الیزابت "پت" میوزیک (انگلیسی: Patricia Elizabeth "Pat" Musick؛ زادهٔ ۱ نوامبر ۱۹۵۶) یک هنرپیشه و صداپیشه اهل ایالات متحده آمریکا است.